# Тристан и Изолда (филм из 2006)
Тристан и Изолда (енгл. Tristan & Isolde) је епски љубавно-драмски филм из 2006. године, режисера Кевина Рејнолдса и сценаристе Дина Георгариса, заснован на средњовековној легенди о Тристану и Изолди. Продуценти су, између осталих, били Ридли Скот (који је радио на овој адаптацији још од 1970-их) и Тони Скот, а насловне улоге тумаче Џејмс Франко и Софија Мајлс, док су у споредним улогама Руфус Сјуел, Марк Стронг и Хенри Кавил. Наишао је на помешане реакције критичара и зарадио је 28 милиона долара широм света. Ово је био последњи филм који је студио Franchise Pictures објавио пре банкрота.

## Радња
Током мрачног доба након пада Западног римског царства, лорд Марк од Корнвола планира да уједини британска племена – Келте, Пикте, Англе, Сасе и Јите – против ирске доминације. Ирски краљ Донахад их спречава, нападајући замак Танталон где се преговара о споразуму. Господар замка и његова жена умиру, али Марк спашава њиховог малог сина Тристана. Марк прима Тристана у свој дом.
Девет година касније, Тристан је израстао у ратника, оданог Марку као сопственом оцу. Тристан заједно са другим корнволским ратницима напада ирски караван робова. Он убија Морхолта, предводника војске, убицу његовог оца и вереника Донахадове ћерке, принцезе Изолде.
Тристан је тешко рањен у борби и верује се да је мртав, али трпи само последице Морхолтовог отрованог мача. Пуштен ка мору у погребном чамцу, Тристан се насуче на обале Ирске где га проналазе Изолда и њена слушкиња Брагне. Изолда га крије и негује га док не оздрави. Брагне је упозорава да не открије свој прави идентитет, па Изолда каже Тристану да се зове Брагне и да је дворска дама. Изолда и Тристан се заљубљују и започињу везу. Двоје љубавника су приморани да се раздвоје након што Ирци открију Тристанов чамац. Тристан се враћа у Корнвол, где је дочекан као херој.
Планирајући да порази Британију, Донахад предлаже мировни споразум, обећавајући да ће удати Изолду за победника турнира. Тристан побеђује на турниру у име Марка, несвестан да је Донахадова ћерка девојка у коју се заљубио. Када Тристан сазна истину, остаје сломљеног срца, али је прихвата јер ће њен брак са Марком окончати сукоб између њихових народа.
Марк и Изолда се венчају. Марк је љубазан према Изолди и искрено се заљубљује у њу. Изолди се свиђа Марк, али њено срце и даље припада Тристану. Тристан је хладан и дистанциран према Марку, који не разуме зашто. Тристан говори Изолди како је болно видети је са Марком, а она му одговара да могу поново да буду заједно, у тајности. Тристан је растрган између љубави према Изолди и оданости Марку, али на крају попушта својим осећањима; њих двоје обнављају љубавну везу. Аферу открива лорд Виктред, саксонски поглавица и дугогодишњи противник Марковом вођству. Виктред и Донахад кују заверу да искористе аферу да свргну Марка, а Виктред у замену добије Маркин престо.
Марк каже Тристану да верује да га Изолда вара. Мучен кривицом, Тристан спаљује мост на коме се сретао са Изолдом. Након крунисања Марка и Изолде, Тристан покушава да прекине њихову везу, али Изолда га моли да је не напушта. Марк, Донхад и други британски владари их хватају загрљене. Донахад се претвара да је бесан што се његова ћерка третира као „курва” и прекида савез. Видевши то као Маркову слабост, и остали владари се растају од њега. Марк је повређен и бесан због Тристанове и Изолдине издаје. Међутим, када Изолда објасни њихову историју, Марк попушта; Тристана одводе до реке и Изолда му говори да је Марк пустио да њих двоје и Брагне оду заједно. Тристан каже Изолди да ће, ако оде са њом, њих двоје остати упамћени за сва времена као они чија је љубав срушила краљевство. Тристан гура чамац са Изолдом и Брагне од обале и креће у битку која је уследила.
Истовремено, Мелот, Марков нећак и Тристанов пријатељ, који је одувек био огорчен због наклоности свог стрица према Тристану, показује Виктреду скривени пролаз у замак. Виктред каже Мелоту да ће га прогласити за краља када Марк буде поражен. Међутим, кад се нађу у пролазу, Виктред убија Мелота и ушуња своју војску у замак. Марк и његове снаге се брзо налазе заробљени између Донахадове војске изван замка и Виктредових људи унутар.
Тристан се ушуња назад у замак кроз тунел, где проналази Мелота; они се мире непосредно пре него што Мелот подлегне рани. Тристан помаже Марковим војницима да обезбеде замак, бивајући смртно рањен у борби са Виктредом, кога ипак успева да убије. Тристан, Марк и његови војници излазе из замка, приказујући Виктредову одсечену главу Донахаду. Марк подстиче британске владаре да му помогну у настојању да Британија постане јединствено краљевство и слободна нација. Инспирисани, Британци нападају Донахада и његову војску.
Марк односи Тристана до реке, где сусрећу Изолду. Последњим дахом, Тристан говори Изолди: „Не знам да ли је живот већи од смрти, али љубав је већа од оба.” Изолда сахрањује Тристана, посадивши поред гроба две врбе, које расту испреплетене. Марк побеђује Ирце, уједињује Британију и влада у миру до краја својих дана.

## Улоге
| Глумац                | Улога            |
| --------------------- | ---------------- |
| Џејмс Франко          | Тристан          |
| Томас Сангстер (млад) | Тристан          |
| Софија Мајлс          | Изолда           |
| Руфус Сјуел           | Марк од Корнвола |
| Марк Стронг           | Виктред          |
| Хенри Кавил           | Мелот            |
| Дејвид О’Хара         | Донахад          |
| Брона Галагер         | Брагне           |
| Грејам Малинс         | Морхолт          |
| Ж. Б. Блан            | Леон             |
| Декстер Флечер        | Орик             |
| Барбора Кодетова      | леди Марк        |